# درجة حرارة الحب
درجة حرارة الحب (بالكورية: 사랑의 온도)؛ هو مسلسل كوري جنوبي من بطولة سيو هيون جين، كيم جاي ووك وجو بو آه. عرض المسلسل على قناة SBS TV في الفترة من 18 سبتمبر حتى 21 نوفمبر 2017.

## روابط خارجية
درجة حرارة الحب على موقع IMDb (الإنجليزية)
- درجة حرارة الحب على موقع نتفليكس (الإنجليزية)
- درجة حرارة الحب على موقع ليتربوكسد (الإنجليزية)
- درجة حرارة الحب على موقع كينوبويسك (الروسية)
- درجة حرارة الحب على موقع قاعدة بيانات الفيلم (الإنجليزية)